# Bernd Reutler
Bernd H. Reutler (* 23. Mai 1942 in Fürth) ist ein deutscher Theaterregisseur und Autor.

## Leben und Wirken
Bernd Reutler wurde als Sohn von Karl Reutler geboren, der von 1919 bis 1950 Hauptgeschäftsführer der Handwerkskammer des Saarlandes war. 1950/51 verbrachte Reutler, von der Schulpflicht befreit, ein Jahr auf Mallorca. Nach dem frühen Tod seiner Eltern absolvierte er als Internatsschüler das Schwarzwald-Gymnasium Triberg, wo die Aufführungen des Schultheaters sein Interesse am Theater weckten. Eine weitere prägende Inspiration waren die Donaueschinger Musiktage für Neue Musik. Dort begegnete er dem Avantgarde-Komponisten Pierre Boulez und lernte Werke des Instrumentalen Theaters von Mauricio Kagel kennenlernte. Nach dem Abitur 1961 studierte er Musikwissenschaft, Germanistik und Geschichte an der Universität des Saarlandes und der LMU München, besuchte das Opernregieseminar an der Hochschule für Musik und Theater München und nahm Schauspielunterricht.
Zunächst war er Regieassistent am Staatstheater Kassel, bevor er als Regisseur ans Pfalztheater in Kaiserslautern und dann an das Saarländische Landestheater wechselte, wo in seinen Inszenierungen Christine Kaufmann und Joachim Hansen gastierten. Nach zweijähriger Tätigkeit als Musik-Dramaturg am Saarländischen Staatstheater Saarbrücken wirkte er drei Jahre als Oberspielleiter am Stadttheater Pforzheim. Es folgte eine Laufbahn als Opernregisseur an verschiedenen deutschen Bühnen, unter anderem in Trier und am Opernhaus Kiel. Reutlers Operninszenierungen folgten stets einem gesellschaftskritischen Ansatz, was zahlreiche Rezensionen in der Fachzeitschrift Opernwelt belegen.
Ab 1986 arbeitete Reutler als Kommunikationstrainer für Wirtschaftsunternehmen, Dozent bei Seminaren und Sachbuchautor im Bereich Unternehmenskommunikation.
Als Freund des Bundesinnenministers Werner Maihofer trat er in die FDP ein, für die er von 2010 bis 2015 als Sachverständiger im Kulturausschuss des Saarbrücker Stadtrates tätig war. Dabei war seine wichtigste Anregung die Schaffung des „Musikpreises Théodore Gouvy“ für Nachwuchskomponisten, vergeben vom Eurodistrict Saar-Moselle in Kooperation mit dem Saarländischen Rundfunk und der HfM Saar. Ehrenamtlich war Reutler vielfältig engagiert. So realisierte er ab 2010 im Rahmen der „Saarbrücker Sommermusik“ zahlreiche Projekte. Zudem war er Jury-Mitglied für die Vergabe der Förderstipendien der Landeshauptstadt Saarbrücken.

## Publikationen

### Sachbücher
- Körpersprache im Bild. Die unbewußten Botschaften. Ihre Merkmale und Deutung auf einen Blick. Englisch Verlag, Wiesbaden 1986; 4. überarbeitete Auflage 1991, ISBN 3-88140-232-2.
- Kommunikationstraining. Erfolgreich miteinander reden und argumentieren. Englisch Verlag, Wiesbaden 1989, ISBN 3-8241-0364-8.
- Logisch gedacht – überzeugend gebracht. Argumentieren mit Herz und Verstand. Wirtschaftsverlag Langen Müller/Herbig, München 1992, ISBN 3-7844-7297-4.
- Körpersprache erfolgreich einsetzen. Ullstein Verlag, Berlin 1996, ISBN 3-550-06882-4.

### Belletristik
- Glückliche Jahre. Erzählung. BoD, Norderstedt 2022, ISBN 978-3-75683777-9.
- Wiedervereinigung. Roman. BoD, Norderstedt 2022, ISBN 978-3-75437473-3.
- Als die Musik aus dem Käfig sprang. Erzählung. BoD, Norderstedt 2022, ISBN 978-3-75686947-3.
- Tumult in Tusculum. Ein dramatischer Roman. BoD, Norderstedt 2024, ISBN 978-3-7583-2503-8.
- Bevor die Sonne untergeht. Roman. BoD, Norderstedt 2025, ISBN 9783769352337.

## Auszeichnungen
- 1979: Stipendium des Kultusministeriums des Saarlandes: Einladung  zum Internationalen Forum Junger Bühnenangehöriger im Rahmen des Theatertreffens Berlin
- 2016: Bürgermedaille der Landeshauptstadt Saarbrücken[6]